# Eutanygaster brevipennis
Eutanygaster brevipennis är en stekelart som beskrevs av Cameron 1911. Eutanygaster brevipennis ingår i släktet Eutanygaster och familjen brokparasitsteklar. Inga underarter finns listade i Catalogue of Life.